# 119年
| 千纪： | 1千纪                                                                                           |
| 世纪： | 1世纪 \| 2世纪 \| 3世纪                                                                         |
| 年代： | 80年代 \| 90年代 \| 100年代 \| 110年代 \| 120年代 \| 130年代 \| 140年代                         |
| 年份： | 114年 \| 115年 \| 116年 \| 117年 \| 118年 \| 119年 \| 120年 \| 121年 \| 122年 \| 123年 \| 124年 |
| 纪年： | 己未年（羊年）；东汉元初六年                                                                    |

## 大事记

### 中国
- 七月，鲜卑攻击代郡马城塞（今河北怀安县境），度辽将军邓遵与中郎将马续帅南匈奴单于追击，大败鲜卑。
- 益州刺史张乔派从事杨竦带兵到益州郡楪榆县（今大理北）攻击元初四年（117年）起事的越嶲大牛种部酋长封离等，大胜。封离等投降，附近数十部落皆归附东汉政府。汉政府处决“奸滑侵犯蛮夷”的官吏九十人。
- 因敦煌太守曹宗派遣行长史索班以千余人屯伊吾，车师前王、鄯善王归附东汉政府。
- 莎车叛于阗，归附疏勒，疏勒自此强盛，与龟兹、于阗为敌国。

### 罗马帝国
- 皇帝哈德良派第六凯旋军团驻扎不列颠省，以协助镇压当地叛乱。该军团成功确保了罗马的胜利，并最终替代第9“西班牙”军团驻扎艾伯拉肯（Eboracum，今约克）。
- 哈德良应不列颠总督之请求访问不列颠省。
- 图拉真之外甥女Salonina Matidia（英语：Salonina Matidia）去世，哈德良为其做了葬礼演说，并赠予她一座在罗马的庙宇。

### 印度
印度塞人王朝西娑多婆王朝国王纳哈巴纳（119年-124年在位）即位，他攻击案達羅國并吞并了南拉杰普塔纳（Rajputana）。

## 各国领袖

### 非洲
- 库施
  - 国王：Tamelerdeamani（114年－134年）

### 亚洲
- 中国
  - 东汉：
    - 皇帝：汉安帝（106年－125年）
- 朝鲜
  - 百济：
    - 国王：己娄王（77年－128年）

  - 高句丽：
    - 国王：太祖王（53年－146年）

  - 新罗：
    - 国王：祗摩尼师今（112年－134年）

### 欧洲
- 高加索伊比里亚
  - 国王：法斯曼二世（116年－142年）
- 罗马帝国
  - 皇帝：哈德良（117年－138年）

### 中东
- 奥斯若恩
  - 国王（联合统治）：
    - Yalur（118年－122年）
    - Parthamaspates（118年－123年）
- 安息
  - 国王（政权对立）：
    - 沃洛吉斯三世（105年－147年）
    - 奥斯罗埃斯一世（105年－129年）

## 出生
- 樊敏（-203年逝）84岁，巴郡太守，樊敏阙墓主。
- 盖乌斯·布鲁提乌斯·普莱森斯（英语：Gaius Bruttius Praesens）（180年后去世）61岁，罗马元老、执政官，康茂德岳父。
- Marina of Aguas Santas（英语：Marina of Aguas Santas）（-139年殉教）20岁，葡萄牙圣人。

## 逝世
- 平原哀王刘得
- 普鲁塔克（约46年），罗马作家，以《希腊罗马名人传》闻名。73岁
- Salonina Matidia（英语：Salonina Matidia）（68年-），图拉真外甥女51岁。
- Secundus of Asti（英语：Secundus of Asti），主教、殉教者。